# Serviço Nacional de Geologia e Mineração

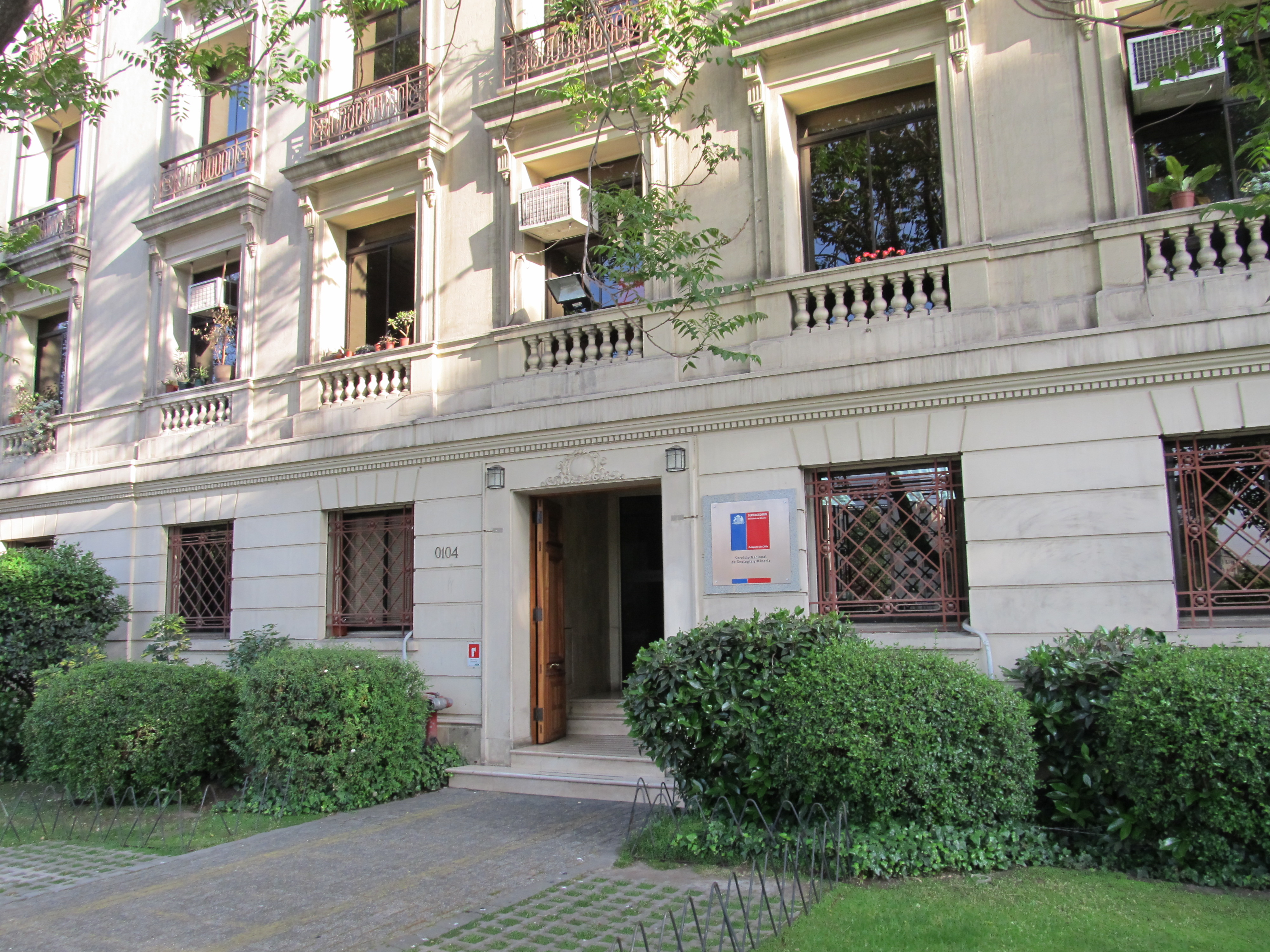
Edifício do Sernageomin em Providencia, Santiago.

Servicio Nacional de Geología y Minería (Serviço Nacional de Geologia e Mineração), abreviado como  SERNAGEOMIN, é uma agência do Governo do Chile. Sua função é fornecer informações e conselhos geológicos, assistência técnica ao governo, interesses públicos e privados e regular a indústria de mineração no Chile.  
Foi formada em 1980 pela combinação do anterior Institute of Geological Investigations e o State Mines Service. Seu Diretor Nacional é nomeado pelo Presidente do Chile; Seu atual Diretor Nacional (desde 2016) é Mario Eduardo Pereira Arredondo.
A SERNAGEOMIN publica desde 1974 o Revista científica, Geologia Andina, que foi até 2009 nomeado Revista Geológica do Chile.